# OH! Mikey
《Oh! Mikey》（日語：オー!マイキー，或译“富康家族”）是由石橋義正創作的日本喜剧小品系列。 該系列以富康家為特色，他們是生活在日本的美國侨民，角色由實時拍攝的人體模特兒扮演，並在各種真實場所拍攝。
《Oh! Mikey》最初是在2000年作為重複出現的小品，標題為《富康家庭》（フーコン・ファミリー），在日本綜藝節目《バミリオン・プレジャー・ナイト》中播出，該系列也由石橋製作。2002年1月，該系列移至深夜時段共播出8季，一直持續到2005年。在播出期間，於2003年上映了一部名為《Oh! Mikey回歸》的非戲院首映電影。隨著電影上映，又有四部系列作品直接發售DVD，以及2007年的電影《Oh! Mikey HOT》。
《Oh! Mikey》均在國際電影節上播映，在網路上病毒式傳播後則獲得一群忠實粉絲。A.D. Vision獲得了前四季在北美洲的發行許可，並提供了英語配音版本，後來在Anime Network和G4上播出，成為G4深夜秀的一部分。

## 概要
本劇是每話長度約3分鐘的短劇，為石橋義正導演的作品之一。導演石橋曾於2000年監制一部結合短篇故事、動畫、歌曲等內容的日本東京電視台綜藝節目《バミリオン・プレジャー・ナイト》，《Oh! Mikey》就是從其中由佐藤佐吉主導劇本的〈Fuccon Family〉單元中獨立出來的作品。
承上所述，本劇的演員全部是由不會動且姿勢固定的人型模特兒進行拍攝，透過攝影工作人員的擺設來變換人型模特兒的動作，並經由配音員的聲音演出，表現人型模特兒的對話、跳舞、哭泣等動作。
每話的最後都是由當集登場人物的大笑來收尾（也有例外的情況，例如詹姆士通常是「哈ー哈哈哈哈！　哈ーー哈哈哈哈！！」這種大笑方式，每個人物也都有自己獨特的笑法）。劇情內容通常帶有濃厚的黑色幽默風格，也因此有些作品無法在無線電視台播出。
由於導演石橋居住在日本京都，故本劇拍攝地點也以京都周邊地區為主，在日本大阪也有進行拍攝。外景拍攝通常都在京都市左京區的岡崎周邊進行。劇中富康一家人所居住的美式住宅是使用位於京都、大阪近郊房屋展覽場的樣品屋。

## 登場人物
富康家、川北家、尼克家以外的家族父親都沒有登場。
麥奇（マイキー） 8歳
聲優:馬嶋千佳子
本劇的主角，全名是「麥克・富康（マイケル・フーコン）」，目前就讀於美國學校。出生於12月3日。個性憨厚正直、非常單純。最擅長的科目是家政。討厭毛毛蟲，也很怕魚。最愛奶油泡芙跟鮭魚卵壽司。曾經在爸爸跟媽媽的哄騙下男扮女裝成叫做「真由美（マユミ）」的女孩子。
詹姆士・富康（ジェームズ・フーコン） 40歳
聲優:多々納　斉
麥奇的爸爸。從美國外派到日本的貿易公司員工。從第88話的劇情可以推知他的位階似乎是主任。性格有點散漫，常常累了就翹班回家。為了要轉換心情而有女裝癖的習慣。用車是大發汽車出產的黃色Daihatsu Naked。雖然沒什麼爸爸的樣子，可是很重視孩子的教養。是瑪莉的大哥、蘿菈的舅舅，還有一個弟弟，也就是麥奇的叔叔叫阿爾弗雷德。愛蜜莉的母親克麗絲緹娜是他的初戀情人。還有一個名叫馬克的私生子。經典台詞是「就是這樣。」
芭芭拉・富康（バーバラ・フーコン） 34歳
聲優:表　ウララ
麥奇的媽媽。說話相當毒辣、很有個性。雖然跟詹姆士夫妻感情和睦，但偏偏有搞外遇的癖好，在第32話中愛上了布朗。
蘿菈（ローラ） 12歳
聲優:中矢由紀
麥奇的表姐、詹姆士的姪女。從第4話開始登場，雖然一開始和麥奇處的不好，但慢慢對他萌生了愛意，和愛蜜莉間是不錯的情敵關係。說話很不客氣，明明只是個小孩卻一副小大人的個性，典型的傲嬌性格，常常往返於美國和日本之間，非常留心新咖啡店開張的情報。必殺台詞是「我可是蘿菈！　永永遠遠都是蘿菈！」。擅長技能是「蘿菈踢」。身穿藍色洋裝、綁著藍色雙蝴蝶結。
瑪莉（メアリー）
聲優:小河原和子
從第63話開始登場。是蘿菈的母親、詹姆士的妹妹、麥奇的姑姑。和蘿菈一樣身穿藍色洋裝、搭配藍色髮帶。
愛蜜莉（エミリー） 8歳
聲優:石山百年美
麥奇的女朋友，也是布朗的妹妹、羅密歐的姐姐。在學校當任班長。雖然和布朗感情好到玩在一起，但和羅密歐卻感情很差，兩個人相互爭奪著麥奇。和蘿菈感情很好。紅色的洋裝搭配短馬尾的造型是迷人之處。
布朗（ブラウン） 15歳
聲優:おだかずあき
愛蜜莉及羅密歐的哥哥。就讀中學三年級。常常和蘿菈或愛蜜莉一起聯手騙麥奇。只曾在出生時見過父親的面。非常在意錢的問題。曾經愛上男扮女裝的麥奇「真由美」，在第32話時也愛上過芭芭拉。興趣似乎是拍攝電影。
羅密歐（ロメオ）
聲優:柳森萬里
布朗及愛蜜莉的弟弟。曾經在義大利的小學留學。雖然對同性說話時很溫柔，但對女性的說話態度非常粗暴，是性格極端的同性戀。很喜歡麥奇，並稱呼麥奇叫「兄長大人」。和姐姐愛蜜莉感情很差，甚至為了麥奇要斷絕兩人的姊弟關係。爆炸頭的造型是迷人之處。
克麗絲緹娜（クリスティーナ）
從第16話開始登場。是布朗、愛蜜莉、羅密歐的母親，也是詹姆士的初戀情人。依據詹姆士的說法，她小時候長得跟愛蜜莉一模一樣，但現在卻一點影子也不剩了。
西奇（ヒッキー）
從86話開始登場。是愛蜜莉的堂表兄弟。個性自閉又彆扭。劇中只看得見他的手。
東尼 & 查爾斯（トニー&チャールズ） 8歳
聲優:多田智美
從第6話開始登場。和麥奇同學年，來自英國的雙胞胎兄弟。東尼是哥哥，查爾斯是弟弟。兩人的母親和阿姨亦為雙胞胎。兄弟很常說謊騙人，弟弟查爾斯相較之下比較毒舌。
艾蕾娜 & 海蕾娜（エレナ&ヘレナ） 33歳
從第30話開始登場。艾蕾娜是姐姐，同時也是東尼與查爾斯的母親，海蕾娜則是妹妹。兩姐妹的丈夫也是雙胞胎。
包柏老師（ボブ先生） 28歳‧單身
從第3話開始登場。麥奇的級任導師。個性非常害羞，總是用旁人聽不見的窸窣聲說話，再由包柏媽媽替他翻譯，所以兩人總是一起行動。說起話頗厚顏無恥、相當陰沉。最愛的食物是中華料理。在第31話曾有一次大聲說話的紀錄。
包柏媽媽（ボブママ）
聲優:表　ウララ
從第3話開始登場。包柏的母親。負責翻譯包柏老師說的話，總是和包柏老師一起行動。
崔西（トレイシー） 25歳
從第24話開始登場。麥奇的家教老師。非常性感，全身散發著性感的費洛蒙。雖然有著亮麗的外型，卻也在工地打工。
泰武（タイム） 8歳
從第18話開始登場。麥奇的同學。名字音同日文的外來語「時間（time）」，英文版譯作Time Boy（時間男孩）。胸前總是掛著時鐘，時間觀念非常嚴謹，連行程都是以秒為單位來做安排，要是沒照排定時間行動的話就會陷入恐慌。
南出（ナンデ） 8歳
從第50話開始登場。麥奇的同學。對什麼事情都是「為什麼？」的問個不停。穿著印有黑色大問號的衣服跟河童頭是他的特徵。
迴里（マワリ）
從第71話開始登場。轉個不停的男孩子。思考速度跟說話速度都非常快。
克蕾雅（クレア）
從第75話開始登場。轉學到麥奇學校來的美少女，因為太愛麥奇了，甚至做出偷窺的舉動，典型的病嬌性格。有時候聲音會變得跟平常說話時不太一樣。口頭禪是「絕對不原諒你」。
沙織（さおり）
女計程車駕駛。個性很容易傷感。
槌田幸恵
於第45話登場。包柏老師的相親對象。雖然是個知性美人，但歷經20次相親都沒成功。職業是模特兒。聲音和說話口氣都很男性化。因為討厭中華料理，所以和包柏老師的相親最後還是沒談成。
幸恵的媽媽（幸恵の母）
於第45話登場。是包柏老師的相親對象幸恵的母親。
雷蒙特（レイモンド）
於第47話登場。詹姆士大學時代的友人，和詹姆士同樣曾經是「兜檔布社」的社員。
中島課長（ナカジマ課長）
於第88話登場。詹姆士一直誤以為他是上司，但其實應該是下屬。
川北家
從第36話開始登場。來自京都，生活非常窮苦的一家人。住在富康家附近。說話口音是京都腔。一家子的笑聲全都是「科、科、科……」的笑。
川北 覺（川北 覚(かわきた さとる)） 8歳
川北家的獨生子。
川北 守（かわきた まもる） 40歳
阿覺的父親。雖然曾經當過日本料理師傅，但現在是無所事事的酒鬼。
川北 信代（かわきた のぶよ） 34歳
阿覺的母親。過去在居酒屋「鱒屋」工作時，和店裡的料理師傅守談了職場戀愛，最後奉子成婚。
尼克家
從第82話開始登場（雙親則是從第97話）。一家都是加拿大人。
尼克 8歳
從轉學過來就一直事事和麥奇作對，把麥奇當對手
藍莓王國的國王（ブルーベリー王国の王様）
於第25話登場。位於歐洲的藍莓王國不只是產油國，同時蘊藏著金礦山。因為麥奇修好了他因為過熱而故障的愛車迷你而打算收他做養子。說話時語尾會加上「哞咿」。
依莎貝拉公主（プリンセス・イザベラ） 18歳
於第26話等集登場。藍莓王國的公主。說話遣詞用字很不客氣，口頭禪是「應該說（ていうか）」。

## 各集標題
- 第1話 - 開始在日本的新生活(日本での生活が始まる)
- 第2話 - 家庭訪問(家庭訪問)
- 第3話 - 家庭訪問‧續篇(続・家庭訪問)
- 第4話 - 麥奇的堂姐(マイキーのいとこ)
- 第5話 - 麥奇買東西去(マイキーのお買い物)
- 第6話 - 雙胞胎和麥奇(双児とマイキー)
- 第7話 - 雙胞胎來拜訪(双児の訪問)
- 第8話 - 麥奇的約會(マイキーのデート)
- 第9話 - 包柏老師跟包柏媽媽大吵一架(ボブ先生とボブママの大ゲンカ)
- 第10話 - 麥奇和牛奶(マイキーと牛乳)
- 第11話 - 麥奇被甩了(ふられたマイキー)
- 第12話 - 看屁呀傻蛋(アホがみるブタのケツ)
- 第13話 - 蘿菈的戀情(ローラの恋)
- 第14話 - 野餐去(ピクニックへ行こう)
- 第15話 - 麥奇跟阿飄(マイキーとおばけ)
- 第16話 - 心愛的克麗絲緹娜(愛しのクリスティーナ)
- 第17話 - 雙胞胎和外星人(双児と宇宙人)
- 第18話 - 泰武同學登場(タイム君登場)
- 第19話 - 橋上的愛蜜莉(橋の上のエミリーちゃん)
- 第20話 - 打錯電話(間違い電話)
- 第21話 - 鏡子裡的麥奇(鏡の中のマイキー)
- 第22話 - 給麥奇的邀請卡(マイキーへの招待状)
- 第23話 - 裁員計畫(リストラ計画)
- 第24話 - 家教姐姐(家庭教師のお姉さん)
- 第25話 - 稻梗長者(わらしべ長者)
- 第26話 - 超公主依莎貝拉(超お姫様イザベラ)
- 第27話 - 雙胞胎和公主(双児とお姫様)
- 第28話 - 受女生歡迎的麥奇(もてもてマイキー)
- 第29話 - 占卜師蘿菈(占い師ローラ)
- 第30話 - 雙胞胎的母親(双児の母)
- 第31話 - 傳話遊戲(伝言ゲーム)
- 第32話 - 布朗的禁忌之戀(ブラウン禁断の恋)
- 第33話 - 爸爸媽媽的藉口(パパとママの言い訳)
- 第34話 - 雙胞胎的生日(双児の誕生日)
- 第35話 - 爸爸的勇氣(パパの勇気)
- 第36話 - 川北家族(川北ファミリー)
- 第37話 - 雙胞胎尋寶記(双児の宝探し)
- 第38話 - 飛吧！麥奇(飛べ! マイキー)
- 第39話 - 結婚記念日(結婚記念日)
- 第40話 - 麥奇的爺爺(マイキーのおじいさん)
- 第41話 - 麥奇和紅綠燈(マイキーと信号)
- 第42話 - 奶奶到日本來了(おばあさんの来日)
- 第43話 - 麥奇沉沒（マイキー沈没）
- 第44話 - 罪犯麥奇（犯罪者マイキ－）
- 第45話 - 包柏老師相親記（ボブ先生のお見合い）
- 第46話 - 麥奇的約定（マイキーの約束）
- 第47話 - 爸爸的同學（パパの同級生）
- 第48話 - 川北家生日（川北家の誕生日）
- 第49話 - 偽麥奇（にせマイキー）
- 第50話 - 南出同學的為什麼（ナンデ君のナンデ）
- 第51話 - 去海邊（ビーチへ行こう）
- 第52話 - 天使麥奇（天使のマイキー）

- 第53話 - 禮儀的重要性（マナーが大事）
- 第54話 - 真正的外星人來了（本物の宇宙人の来襲）
- 第55話 - 媽媽外遇調查（ママの浮気調査）
- 第56話 - 爸爸外遇調查（パパの浮気調査）
- 第57話 - 年幼的男孩子（年下の男の子）
- 第58話 - 幸運的麥奇（幸運なマイキー）
- 第59話 - 罪惡之花（身から出た花）
- 第60話 - 時尚的麥奇（オシャレなマイキー）
- 第61話 - 麥奇的吸血鬼（マイキーのバンパイア）
- 第62話 - 麥奇失去記憶（マイキーの記憶喪失）
- 第63話 - 蘿拉的媽媽（ローラの母）
- 第64話 - 海鮮市場的蘿拉（波止場のローラ）
- 第65話 - 麥奇看家（マイキーのお留守番）
- 第66話 - 人生要即時行樂（人生は楽しもう）
- 第67話 - 衝阿！麥奇（走れ! マイキー）
- 第68話 - 催眠師蘿拉（催眠術師ローラ）
- 第69話 - 愛蜜莉的生日（エミリーちゃんの誕生日）
- 第70話 - 麥奇離家出走（マイキーの家出）
- 第71話 - 迴里的朋友（マワリ君の友達）
- 第72話 - 爸爸的青春（パパの青春）
- 第73話 - 麥奇和愛蜜莉的大爭吵（マイキーとエミリーの大ゲンカ）
- 第74話 - 偽愛蜜莉（にせエミリーちゃん）
- 第75話 - 克蕾雅的戀情（クレアの恋）
- 第76話 - 不良麥奇（グレたマイキー）
- 第77話 - 擺脫沒用的兒子（いらない息子はポイ!）
- 第78話 - 箱子裡的麥奇（箱の中のマイキー）
- 第79話 - ベッドでイビキはかかないで
- 第80話 - 爸爸是孩子王（パパはガキ大将）
- 第81話 - 麥奇千鈞一髮（マイキー危機一髪）
- 第82話 - 麥奇棋逢敵手(マイキーはライバル)
- 第83話 - 克蕾雅的純愛（クレアの純愛）
- 第84話 - マイキーはもっとライバル
- 第85話 - 麥奇的靈異照片(マイキーの心霊写真)
- 第86話 - 神祕的西奇（謎のヒッキー君）
- 第87話 - 麥奇的律師（マイキーの弁護人）
- 第88話 - 爸爸的上司登門拜訪（パパの上司がやってきた）
- 第89話 - 午後的恐懼（午後のサスペンス）
- 第90話 - 棒球狂包伯老師（野球バカ ボブ先生）
- 第91話 - 麥奇死去的早晨（マイキーの死んだ朝）
- 第92話 - 家庭旅行（家族旅行）
- 第93話 - 愛蜜莉的男朋友（エミリーのボーイフレンド）
- 第94話 - 蘿拉遇見神明（ローラ神様と出会う）
- 第95話 - 南出VS西奇（ナンデ君VSヒッキー君）
- 第96話 - ジャックとの再会
- 第97話 - 歡迎尼克家（ニック家へようこそ）
- 第98話 - 麥奇的友情（マイキーの友情）
- 第99話 - 天才麥奇（天才マイキー）
- 第100話 - 蘿拉住院（ローラの入院）
- 第101話 - 不擅長作文（作文は苦手）
- 第102話 - 鬼警官ロックウェル
- 第103話 - バイバイリング
- 第104話 - 麥奇的江戶時代（マイキーの江戸時代）

## 外部連結
- テレビ東京Webサイト内「オー!マイキー」（页面存档备份，存于）（日語）
- 「オー!マイキー」官方網站（页面存档备份，存于）（日語）
- マイキーのにっき（ブログ）（页面存档备份，存于）（日語）
- URARA'S WONDERLAND（页面存档备份，存于） 表ウララ個人網站（日語）